# الجبهة الجمهورية الغواتيمالية
الجبهة الجمهورية الغواتيمالية (بالإسبانية: Partido Republicano Institucional)‏ هو حزب سياسي غواتيمالي، أسس في 1989، يقع مقره في غواتيمالا العاصمة، وقد تم تأسيسه بواسطة إفراين ريوس مونت.

## أعضاء بارزون
- كود سباركل
- تحديث القائمة

- إفراين ريوس مونت
- ألفونسو بورتيو
- راميرو دي ليون كاربيو
- زوري ريوس مونت (1990 - 2013)
- Roberto Sagastume Pinto
- خوان فرنسيسكو رييس
- María Teresa Sosa (1990 - 2013)
- Luis Rabbé
- Harris Whitbeck, Sr.